# Stazione di Gubbio
Stazione di Gubbio 1945-ben bezárt vasútállomás Olaszországban, Umbria régióban, Gubbio településen.

## Vasútvonalak
Az állomást az alábbi vasútvonalak érintették:
- Appennino Centrale-vasútvonal

## Kapcsolódó állomások
A vasútállomáshoz az alábbi állomások vannak a legközelebb: 
- Mocaiana railway halt
- Padule railway halt